# Coppa panamericana femminile under 19 di pallavolo
La Coppa panamericana femminile under 19 di pallavolo (Under-18 fino al 2021) è una competizione pallavolistica, organizzata dalla PVU sotto l'egida della NORCECA, per squadre nazionali nordamericane e sudamericane, riservata a giocatrici con un'età inferiore di 19 anni.

## Edizioni
| Edizione                                                             | Edizione      | Podio         | Podio           | Podio           |
| Anno                                                                 | Organizzatore | Campione      | Seconda         | Terza           |
| -------------------------------------------------------------------- | ------------- | ------------- | --------------- | --------------- |
| Dal 2011 al 2021 la competizione è riservata alle nazionali Under-18 |               |               |                 |                 |
| 2011 Dettagli                                                        | Messico       | Argentina     | Messico         | Rep. Dominicana |
| 2013 Dettagli                                                        | Guatemala     | Brasile       | Porto Rico      | Rep. Dominicana |
| 2015 Dettagli                                                        | Cuba          | Argentina     | Rep. Dominicana | Cuba            |
| 2017 Dettagli                                                        | Cuba          | Colombia      | Cuba            | Rep. Dominicana |
| 2019 Dettagli                                                        | Messico       | Perù          | Porto Rico      | Messico         |
| 2021                                                                 | -             | Non disputata | Non disputata   | Non disputata   |
| Dal 2022 la competizione è riservata alle nazionali Under-19         |               |               |                 |                 |
| 2022 Dettagli                                                        | Stati Uniti   | Stati Uniti   | Brasile         | Rep. Dominicana |
| 2023 Dettagli                                                        | Porto Rico    | Stati Uniti   | Messico         | Porto Rico      |

## Medagliere
| Pos. | Squadra         | 1º posto | 2º posto | 3º posto | Totale |
| ---- | --------------- | -------- | -------- | -------- | ------ |
| 1    | Argentina       | 2        | 0        | 0        | 2      |
| 1    | Stati Uniti     | 2        | 0        | 0        | 2      |
| 3    | Brasile         | 1        | 1        | 0        | 2      |
| 4    | Colombia        | 1        | 0        | 0        | 1      |
| 4    | Perù            | 1        | 0        | 0        | 1      |
| 6    | Messico         | 0        | 2        | 1        | 3      |
| 6    | Porto Rico      | 0        | 2        | 1        | 3      |
| 8    | Rep. Dominicana | 0        | 1        | 3        | 4      |
| 9    | Cuba            | 0        | 1        | 1        | 2      |